# NGC 706
NGC 706 (również PGC 6897 lub UGC 1334) – galaktyka spiralna (Sc), znajdująca się w gwiazdozbiorze Ryb. Odkrył ją William Herschel 30 września 1786 roku.
W galaktyce tej zaobserwowano do tej pory jedną supernową – SN 2001ed.